# Federico Morán Abad
Federico Morán Abad (Madrid, 26 de enero de 1956) es un bioquímico español. Es catedrático de Bioquímica y Biología Molecular en la Universidad Complutense de Madrid.

## Biografía
Licenciado en Química en la Universidad Complutense de Madrid, ha desarrollado su campo de estudio en torno a la Biofísica y la Astrobiología (fue miembro fundador e investigador sénior del Centro de Astrobiología INTA-CSIC desde su fundación hasta 2012), en especial la autoorganización bioquímica, la evolución molecular y el origen de la vida. Fue Director Adjunto del Instituto Nacional de Bioinformática de 2004 a 2011. Es miembro de diferentes sociedades científicas nacionales e internacionales, así como miembro fundador de la Sociedad de Biofísica de España.
Entre 1998 y 2003 fue coordinador de los Cursos de Verano del Área de Ciencias de la Universidad Complutense, y subdirector general de la Fundación General de la UCM (2000-2004).
Fue director general de Política Universitaria del Ministerio de Educación, Cultura y Deporte de España en 2012. A continuación pasó a ser secretario general de Universidades hasta febrero de 2015.
Formación postdoctoral en la Université Libre de Bruxelles, en el Departamento de Chimie Physique II bajo la dirección del Prof. Ilya Prigogine. Posteriormente en Estados Unidos estancias posdoctorales en la University of Southern California en Los Ángeles (Profs. Michael A. Arbib y Christoph von der Malsburg) y en la University of California Irvine (Prof. Gary Linch). Desde 1996 a 2012 colaboración permanente de investigación en Stanford University con el Grupo del Prof. John Ross, como Visiting Scholar e investigador asociado en proyectos de National Science Fundation (USA) y NATO Collaborative Research Grants.
Docencia en la UCM en la enseñanza de la disciplina de Biofísica. Coautor del libro “Biofísica: Procesos de Autoorganización en Biología”. Dirigido y organizado diferentes cursos de posgrado y doctorado. Codirector del Máster de la UCM “Bioinformática y Biología Computacional”, de 2003 a 2012. Dirigido y participado en varios cursos de la European School of Theoretical Biology, en Francia.
Actividad permanente de investigación en el Grupo de Biofísica, Departamento de Bioquímica, en el campo de la Biología Teórica y de Sistemas. Investigador Principal en sucesivos proyectos competitivos (Plan Nacional, Consolider-Ingenio, Programas Marco Europeos, Proyectos Comunidad de Madrid) en dinámica de sistemas complejos, redes metabólicas, redes neuronales, evolución molecular, origen de la vida y dinámica molecular. En el Centro de Astrobiología, Director del Laboratorio de Evolución Molecular en investigación sobre evolución prebiótica y origen celular.
Producción científica con más de cien publicaciones en revistas JCR. Editor de varios libros, entre ellos “Advances in Artificial Life” y “Orígenes de la Vida”. Autor de artículos de divulgación y comunicación de la ciencia. Miembro de diferentes sociedades científicas nacionales e internacionales. Miembro fundador de la Sociedad de Biofísica de España. Organizado y presidido congresos y reuniones científicas internacionales.